# Almeidaíta
A almeidaíta, ou ameidaíte, é um mineral de chumbo e zinco, com manganês, ítrio, titânio e ferro. É um óxido hidratado. É membro do grupo da crichtonita. Cristaliza-se no sistema trigonal.
Ocorre no rejeito de uma mina abandonada no município de Novo Horizonte, Bahia, Brasil. Ocorre associada a: quartzo, rutilo, anatásio, hematita, ítrio-xenotima e lantânio-bastnaesita. Forma cristais isolados, tabulares, pretos, opacos, submetálicos, medindo até 30 x 30 x 6 mm.
É considerada um mineral hidrotermal formado em um enxame de veios de quartzo que cortam riolitos e dacitos de idade estimada em 1,7 bilhões de anos. Acredita-se que tenha sido formada durante a Orogenia Brasiliana (600 a 450 milhões de anos).
A almeidaíta recebeu este nome em homenagem a Fernando Flávio Marques de Almeida, geólogo brasileiro (1916-2013). Foi aprovada pela IMA (International Mineralogical Association) em junho de 2013 O mineral-tipo se encontra na coleção do Museu de Geociências, Instituto de Golciências, Universidade de São Paulo. Foi publicado no Mineralogical Magazine nº 77, pp. 2705 .

## Propriedades físicas
Cor: preta

Traço: castanho

Brilho: submetálico

Opaco

Não apresenta fluorescência

Dureza 6

Tenacidade: rúptil

Não foi observada clivagem ou partição

Fratura conchoidal

Densidade: entre 4,616 g/cm3 e 4,685 g/cm3

## Características químicas
Fórmula: PbZn2(Mn,Y)(Ti,Fe3+)18O37(OH,O)